# セイロン大学
セイロン大学（英語: University of Ceylon）は、自治領セイロン（現スリランカ）時代唯一の大学。1942年開学、1972年閉鎖。スリランカ全土に複数のキャンパスを有しており、1972年にスリランカ大学へ変更となった。その後、1978年にはコロンボ大学、ペラデニヤ大学、ケラニヤ大学、スリジャヤワルダナプラ大学の4大学に分割された。

## 歴史
セイロン島内での高等教育実施と大学創設の要求は19世紀半ばから始まり、この要求が1906年のセイロン大学協会創設に結実した。セイロン大学協会は、西洋で現代高等教育を受けたエリートが主導していた。彼らの要求により、1913年に政府はロンドン大学附属ユニバーシティ・カレッジの設置を決定した。
しかしその後、大学の立地や構成などについて結論が出ないまま第一次世界大戦が始まり、1920年になってようやく政府が現在の大学用地（カレッジ・ハウス地区）を購入した。そして1921年1月、ようやくセイロン・ユニバーシティ・カレッジがロイヤル・カレッジ・コロンボの校舎を利用して創設された。
セイロン・ユニバーシティ・カレッジは創設当初からあくまでも臨時措置であり、最終目標は大学（ユニバーシティ）の創設であった。そして1942年7月1日、セイロン・メディカル・カレッジとセイロン・ユニバーシティ・カレッジが統合し、セイロン大学が創立した。
コロンボに独立の大学をつくろうという宣言は、1967年の議会演説で初めて行われた。必要な法令準備は教育・文化大臣のもとで行われた。新大学は1967年10月1日に設置され、1期生には人文科学、法学、理工系、医学合わせて5千名と教員300名を用意することが決まった。
1972年には1966年施行の高等教育法を改正したセイロン大学法が施行された。これにより、実質的な独立校として存在していたセイロン大学4キャンパスがスリランカ大学として統合されることが決まった。しかし、さらに1978年の法改正によってスリランカ大学は現在の4大学に再び分離された。コロンボキャンパスは名称を現在のコロンボ大学に変更した。